# Orthrozanclus reburrus
Orthrozanclus reburrus è un animale estinto dalle incerte affinità, vissuto nel Cambriano medio (circa 505 milioni di anni fa). I suoi resti sono stati scoperti nel giacimento di Burgess Shales, in Canada.

## Descrizione
Le dimensioni di questo animale erano davvero minuscole: alcuni esemplari raggiungevano il centimetro di lunghezza, ma altri non superavano i 6 millimetri. Il corpo era piuttosto sottile e di forma ovale, con una superficie dorsale convessa e una parte anteriore vagamente appuntita. La parte ventrale era molle e indifesa, mentre il dorso era pesantemente corazzato: vi era un piccolo scudo verso la parte anteriore, tre zone di placche armate note come scleriti, strettamente accostate l'una all'altra; una fila di queste scleriti circondava l'intero corpo. Infine, una serie di spine lunghissime, che potevano superare in lunghezza il corpo vero e proprio, erano poste attorno al corpo. Le scleriti e le spine non erano mineralizzate, e possedevano cavità interne a sezione circolare. Lo scudo anteriore era convesso e a forma di triangolo arrotondato, e possedeva una sorta di carena in mezzo. Una serie di anelli finemente spaziati fra loro testimoniano una crescita dell'organismo tramite l'aggiunta di materiale lungo i bordi. L'animale, inoltre, potrebbe essere stato metamerico (ovvero strutturato secondo moduli ripetuti). La funzione dello scudo frontale rimane sconosciuta.

## Classificazione
Le scleriti dell'Orthrozanclus sono molto simili a quelle di un altro organismo presente a Burgess Shales, Wiwaxia. Lo scudo, inoltre, richiama strutture analoghe presenti in una varietà di organismi del Cambriano, come Halkieria, Ocruranus, Eohalobia e Oikozetetes. Queste somiglianze hanno suggerito che Orthrozanclus possa essere stato una forma intermedia fra Wiwaxia e gli halkieriidi, e che tutti e tre questi taxa fossero parte di un clade noto come Halwaxiida. Intorno a questo gruppo, in ogni caso, si è acceso un dibattito circa le sue affinità: alcuni ritengono che questi organismi fossero imparentati con i molluschi e con gli anellidi policheti, altri invece pensano che fossero più vicini all'origine dei Lophotrochozoa, un superphylum che conterrebbe anche i brachiopodi e altri gruppi estinti. Altri studiosi, invece, ritengono che Wiwaxia sia imparentata con gli anellidi e Halkieria con i molluschi.

## Stile di vita
L'ortrozanclo era probabilmente un animale bentonico, che strisciava lungo il fondale marino alla ricerca di minuscole particelle di cibo. Si presume che questo piccolo animale possedesse una sorta di “piede” muscoloso, non dissimile da quello delle attuali lumache, e che grazie a questo fosse in grado di spostarsi. Le lunghe spine ricurve, inoltre, lo rendevano una difficile preda per i numerosi predatori del periodo, come Opabinia e Yohoia.